# Axis & Allies
Axis & Allies je série více než deseti strategických deskových her volně simulujících boje a ekonomiku během druhé světové války. Vytvořil je Larry Harris a vydalo nakladatelství Avalon Hill.
Hráči na politické mapě Země z jara 1942 hrají jednu či více z pěti hlavních válčících stran: Německo a Japonsko, velmoci Osy, zde bojují proti spojeneckým silám Sovětského svazu, Velké Británie a Spojených států.
Oba bloky se snaží zvítězit obsazením jistého počtu území, např. dvou nepřátelských hlavních měst, nebo dosáhnout ekonomického vítězství držením rozsáhlé průmyslové základny. Hráči se střídají v tazích a střetnou-li se jejich síly, kostkou rozhodují o výsledku bitev.
První verze byla publikována v roce 1981 a druhé vydání, známé jako Axis & Allies: Classic, v roce 1984. Od té doby vyšlo více než deset pokračování, která se od sebe liší buď revizí pravidel nebo rozsahem: svět, Evropa (varianty začínající v roce různých rocích války), válka v Tichomoří, první světová válka apod. Některá vydání podle stejných pravidel zachycují konkrétní bitvy, např. Bitvu o Guadalcanal či vylodění v Normandii.
Některé z těchto verzí pravidel zahrnují další strany konfliktu, např. varianta Evropa 1940 přidává Francii a Itálii, verze Pacifik 1940 pak Čínu a ANZAC (Austrálii s Novým Zélandem).

## Pravidla a mechanismy
Nejedná se přísně vzato o historickou simulaci; pravidla jsou zjednodušena kvůli hratelnosti a oběma stranám je dána rovná šance na vítězství.
Hráči se střídají v tazích, během nichž mohou provádět produkci jednotek, výzkum, pohyb a bitvy vzniklé v důsledku pohybu. Za obsazené území hráči získají v každém tahu jistý počet průmyslových certifikátů, za které staví hráči mj. stíhačky a bombardéry; tanky, pěchotu a dělostřelectvo; ponorky, dopravní, letadlové a bitevní lodě apod.
Pravidla dávají každé jednotce útočné a obranné číslo. Pokusí-li se hráč dobýt nepřátelské území, dojde k boji s tamní armádou. V každém kole boje na sebe strany střílejí současně. Za každou jednotku se hodí kostkou; padne-li nejvýše tolik, kolik je útočné resp. obranné číslo, pak se jednotce podařil zásah a soupeř si vybere, která jeho jednotka je zničena (obvykle ta nejlevnější).
Ve hře je také možné investovat do výzkumu nových technologií, jako např. bombardéry s delším doletem nebo tryskový pohon zvyšující bojovou sílu stíhaček.

### Specifická pravidla pro jednotky
Pro některé jednotky platí dodatečná pravidla, např.
- Pěchotě se zvýší útočné číslo, je-li podporována dělostřelectvem.
- Ponorka útočí první, potopené cíle nestihnou opětovat palbu. Navíc může podplout nepřátelské cíle nebo se ponořením odpoutat z bitvy.
- Torpédoborec zruší všechny výhody nepřátelských ponorek.
- Bitevní loď je prvním zásahem pouze poškozena.
- Bombardér může napadnout průmyslový komplex.